# Gliwicki Klub Sportowy Piast 2013-2014
Questa voce raccoglie le informazioni riguardanti il Piast Gliwice nelle competizioni ufficiali della stagione 2013-2014.

## Rosa
| N. |                       | Ruolo | Calciatore         |
| -- | --------------------- | ----- | ------------------ |
| 1  | Polonia (bandiera)    | P     | Jakub Szmatuła     |
| 3  | Slovacchia (bandiera) | D     | Csaba Horváth      |
| 4  | Polonia (bandiera)    | D     | Mateusz Matras     |
| 5  | Rep. Ceca (bandiera)  | D     | Jan Polák          |
| 6  | Polonia (bandiera)    | C     | Mariusz Zganiacz   |
| 7  | Germania (bandiera)   | C     | Patrick Dytko      |
| 9  | Polonia (bandiera)    | C     | Radosław Murawski  |
| 10 | Polonia (bandiera)    | C     | Kamil Wilczek      |
| 11 | Portogallo (bandiera) | A     | Rabiola            |
| 12 | Polonia (bandiera)    | P     | Dariusz Trela      |
| 13 | Rep. Ceca (bandiera)  | A     | Tomáš Dočekal      |
| 14 | Polonia (bandiera)    | D     | Adrian Klepczyński |
| 15 | Polonia (bandiera)    | D     | Łukasz Krzycki     |

| N. |                        | Ruolo | Calciatore        |
| -- | ---------------------- | ----- | ----------------- |
| 16 | Slovacchia (bandiera)  | A     | Pavol Cicman      |
| 17 | Polonia (bandiera)     | C     | Tomasz Podgórski  |
| 18 | Slovacchia (bandiera)  | C     | Matej Ižvolt      |
| 19 | Spagna (bandiera)      | C     | Carles Martínez   |
| 20 | Polonia (bandiera)     | C     | Łukasz Hanzel     |
| 22 | Spagna (bandiera)      | A     | Rubén Jurado      |
| 24 | Polonia (bandiera)     | A     | Wojciech Kędziora |
| 26 | Polonia (bandiera)     | C     | Bartosz Szeliga   |
| 27 | Lettonia (bandiera)    | C     | Artis Lazdiņš     |
| 28 | Polonia (bandiera)     | D     | Kornel Osyra      |
| 29 | Polonia (bandiera)     | P     | Jakub Szumski     |
| 31 | Polonia (bandiera)     | C     | Paweł Lisowski    |
| 77 | Paesi Bassi (bandiera) | A     | Collins John      |